# ليبي شارب
ليبي شارب (بالإنجليزية: Libby Sharpe)‏ (27 نوفمبر 1991 بأستراليا - ) هي لاعبة كرة قدم أسترالية في مركز الدفاع. لعبت مع Newcastle Jets FC (W-League) ‏.

## وصلات خارجية
- ليبي شارب على موقع قاعدة بيانات كرة القدم.إي يو (الإنجليزية)